# Petropedetes cameronensis
Petropedetes cameronensis är en groddjursart som beskrevs av Reichenow 1874. Petropedetes cameronensis ingår i släktet Petropedetes och familjen Petropedetidae. IUCN kategoriserar arten globalt som nära hotad. Inga underarter finns listade i Catalogue of Life.